# Ernst Knackstedt

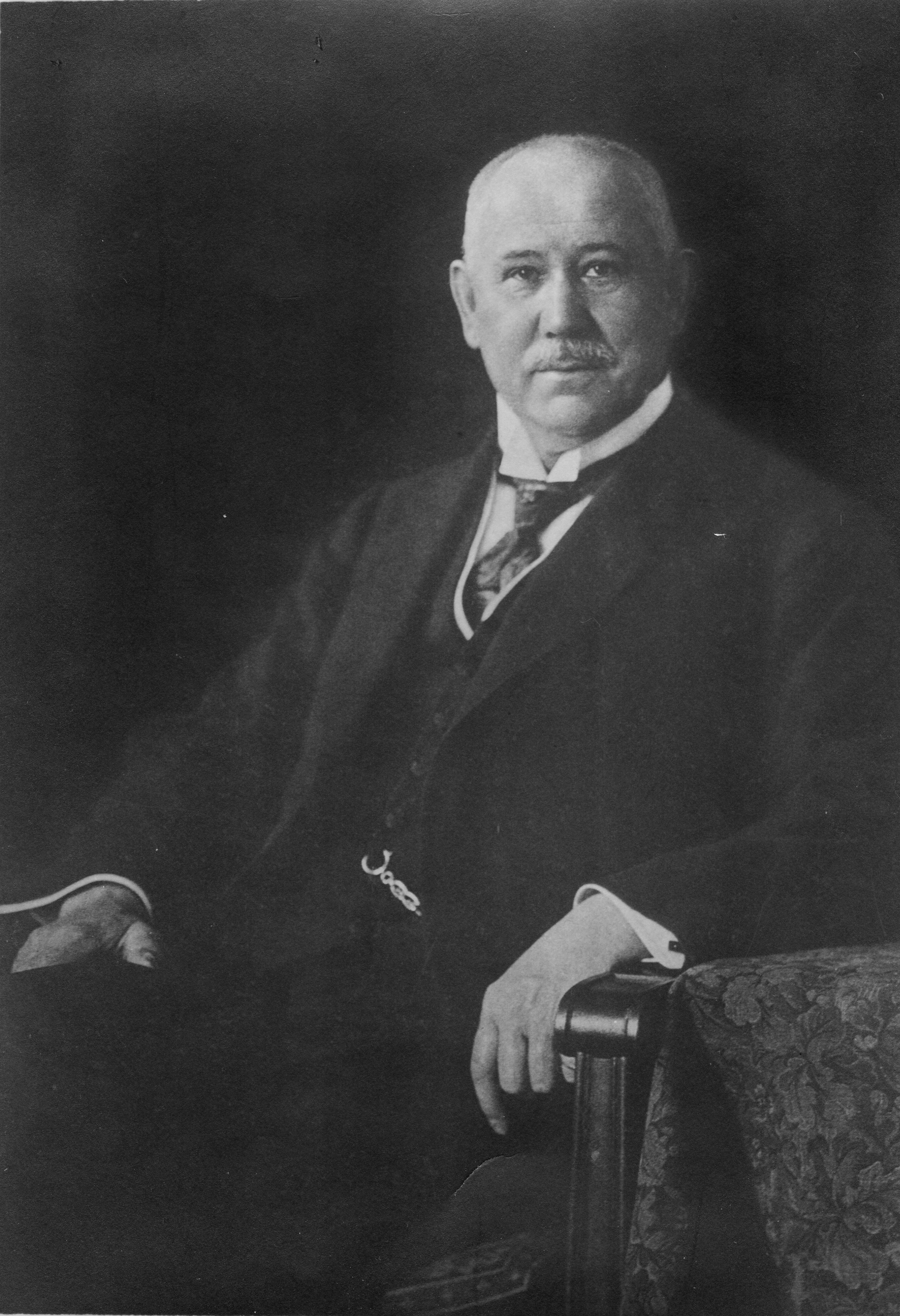
Ernst Knackstedt

Ernst Knackstedt (* 16. Juli 1862 in Heinde; † 17. Februar 1930 in Bühlerhöhe) war ein deutscher Maschinenbauingenieur, Unternehmer und Generaldirektor des Unternehmens Hein, Lehmann & Co. Er galt als Experte im Eisenbau und war Mitbegründer von Verbänden der deutschen Stahlbauindustrie.

## Werdegang
Ernst Knackstedt besuchte eine Maschinenbauschule und ergänzte seine Ausbildung durch private Studien in Mathematik und Bauwissenschaften. Er zeichnete sich früh durch technischen Sachverstand, Entschlusskraft und Führungstalent aus. 1885 trat er in das Unternehmen Hein, Lehmann & Co. ein, das zu dieser Zeit seinen Sitz in Berlin hatte.
1889 gründete die Firma eine Niederlassung in Düsseldorf, deren Leitung Knackstedt übernahm. Bereits 1890 wurde ihm die Geschäftsleitung übertragen. Unter seiner Führung entwickelte sich das Unternehmen zu einem der bedeutenden Anbieter im Bereich Eisenkonstruktion, Brücken- und Hochbau. 1914 wurde er Generaldirektor.

## Beiträge zur Technik und Wissenschaft
Knackstedt war maßgeblich an der Entwicklung und dem Bau zahlreicher Eisenbauten beteiligt. Er galt als einer der ersten, der den Eisenbau nicht nur praktisch, sondern auch wissenschaftlich fundiert und wirtschaftlich effizient betrieb. Besonders hervorzuheben ist sein Beitrag zum Wiederaufbau zerstörter Brücken nach dem Ersten Weltkrieg.
Seine Verdienste wurden von verschiedenen Hochschulen gewürdigt. Die Technische Hochschule Karlsruhe ernannte ihn 1921 zum Ehrenbürger, die Technische Hochschule Darmstadt verlieh ihm 1922 den Titel eines Dr.-Ing. ehrenhalber.

## Verbandsarbeit
Knackstedt war Mitbegründer des Deutschen Stahlbau-Verbandes. Dort wirkte er in verschiedenen leitenden Funktionen, u. a. als Vorsitzender. Er war zudem Mitglied im „Langnamverein Düsseldorf“, der Verwaltung der Technischen Hochschule Aachen, der Industrie- und Handelskammer Düsseldorf sowie in berufsständischen Vereinigungen.

## Leben
Knackstedt wohnte während seiner Zeit in Düsseldorf in der Ahnfeldstraße 107, einem von Architekt Hermann vom Endt entworfenen Haus, das vor 1904 im Reformstil mit Jugendstildekor errichtet wurde.
1930 starb er im Alter von 67 Jahren nach langer Krankheit im Sanatorium Bühler Höhe bei Baden-Baden. Er wurde auf dem Nordfriedhof in Düsseldorf begraben.